# Leucania joannisi
Leucania joannisi là một loài bướm đêm thuộc họ Noctuidae. Chúng được tìm thấy ở khu vực nhiệt đới và cận nhiệt thuộc Châu Phi, Maroc, Bồ Đào Nha, Tây Ban Nha, nam Ý, Hy Lạp, Israel và Ả Rập Xê Út.
Con trưởng thành xuất hiện từ tháng 4 đến tháng 10 và có 2 thế hệ được sinh ra mỗi năm.